# 13271 Gingerbyrd
13271 Gingerbyrd este o planetă minoră (asteroid), cu un diametru de 4,548 km, din centura de asteroizi. A fost descoperită pe 17 august 1998 la Magdalena Ridge Observatory⁠(d) de Lincoln Near-Earth Asteroid Research. 
Obiectul prezintă o orbită caracterizată de o semiaxă mare de 2,7489393 UAi, o excentricitate de 0,16, o înclinație de 8,30433 ° în raport cu ecliptica.